# Sol Sánchez
Soledad Sánchez Maroto (Madrid, 1 de abril de 1970), conocida como Sol Sánchez, es una politóloga, socióloga, antropóloga, activista y política española. Es militante de Izquierda Unida y entre 2019 y 2023 fue diputada en la Asamblea de Madrid por Unidas Podemos. Con anterioridad, fue diputada por Madrid de la xi legislatura y la xii legislatura de las Cortes Generales por Unidad Popular y Unidos Podemos, respectivamente.

## Trayectoria
Nacida en Madrid en 1970, es licenciada en Ciencias Políticas y Sociología y en Antropología. Ha trabajado como consultora en el sector bancario y financiero.
Pertenece a  ATTAC España, organización creada en el año 2000, de la que ha sido Vicepresidenta de Comunicación y coordinadora, cargos a los que renunció al dar el salto a la política. También es miembro de otros movimientos ciudadanos y plataformas como Quién debe a quién, la Plataforma contra Eurovegas y la Plataforma por la Auditoría de la Deuda.

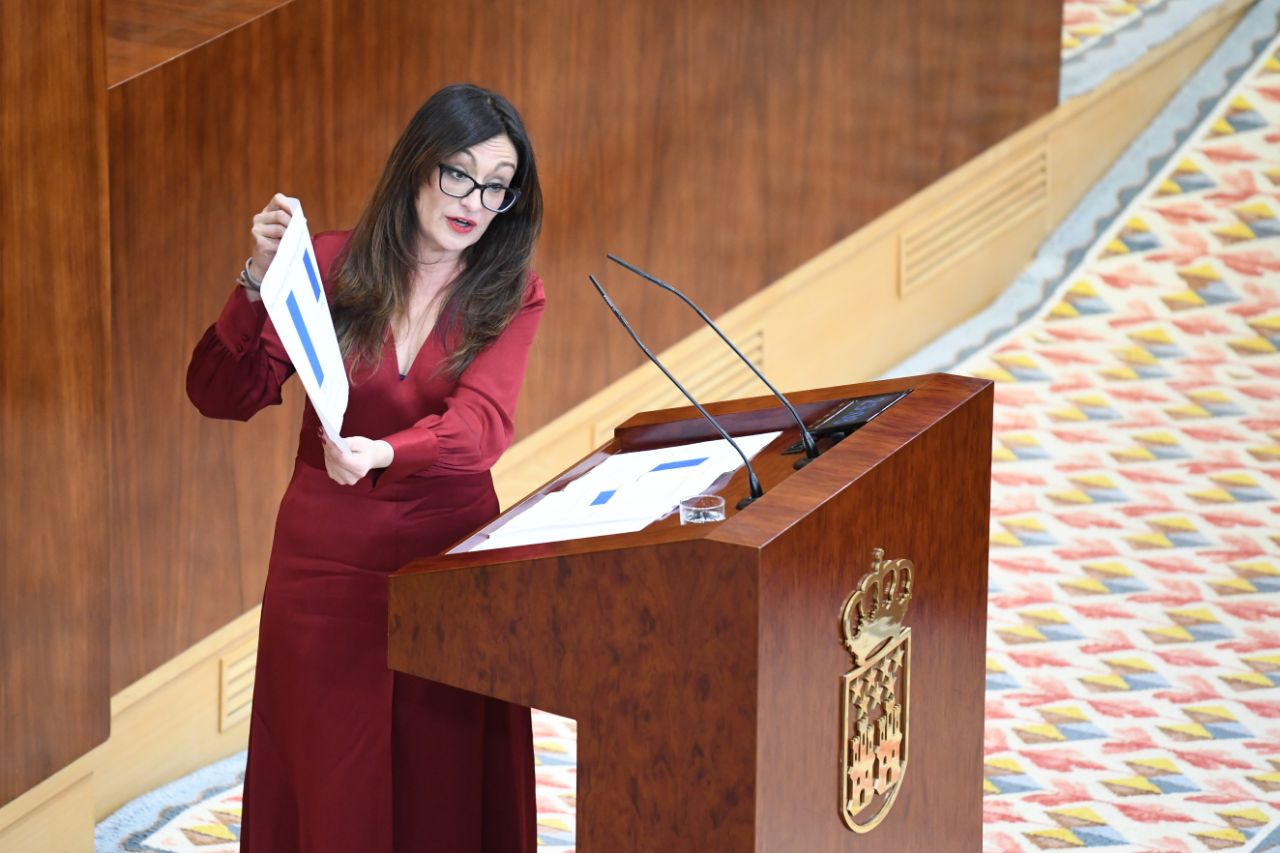
Sol Sánchez en diciembre de 2021 interviniendo en el debate de presupuestos en calidad de portavoz de Economía y Hacienda en la Asamblea de Madrid

En octubre de 2015 acompañó a Alberto Garzón en la lista de elecciones primarias a la presidencia de gobierno de Ahora en Común-Unidad Popular denominada Ahora con Alberto Garzón.
En las elecciones generales de España  celebradas el 20 de diciembre de 2015 ocupó el puesto número dos como independiente en la lista de Madrid de la candidatura Unidad Popular: Izquierda Unida-Unidad Popular en Común por Madrid que encabezó Alberto Garzón y logró escaño en el Congreso de Diputados.
En mayo de 2016, tras el pacto entre Izquierda Unida y Podemos para las elecciones generales del 26 de junio, se anunció que Sol Sánchez ocuparía el puesto número nueve de la lista por Madrid. No revalidó su escaño, ya que la formación logró ocho diputados en esta circunscripción.
El 28 de enero de 2017, es elegida coportavoz de IU Madrid, en la primera Asamblea Política y Social, en sustitución de Chus Alonso.
Tras la dimisión de Íñigo Errejón como diputado en el Congreso debido a las discrepancias con el partido del que fue cofundador, recuperó durante unos meses el acta de diputada de la XII legislatura.
En las elecciones a la Asamblea de Madrid de 2019, y tras el acuerdo de posiciones pactado entre Podemos e Izquierda Unida, concurrió como número dos de la candidatura de Unidas Podemos-Madrid en Pie, encabezada por la filósofa Isabel Serra. Consiguió el acta de diputada, al obtener la candidatura siete escaños.
Tras el adelanto electoral producido en 2021, concurrió a las elecciones a la Asamblea de Madrid de ese año como número diez de la candidatura de Unidas Podemos encabezada por Pablo Iglesias, pues a Izquierda Unida le correspondían la tercera, décima y decimoquinta posición de la lista. La número tres de la candidatura, y número uno de Izquierda Unida, fue en esta ocasión Vanessa Lillo, diputada en la cámara autonómica en la legislatura anterior, y ganadora de las primarias de Izquierda Unida en la Comunidad de Madrid frente a Sánchez. Volvió a obtener el acta de diputada, al conseguir la candidatura en esta ocasión diez diputados.